# Moss Beach
Moss Beach é uma região censo-designada localizada no estado americano da Califórnia, no Condado de San Mateo. Possui pouco mais 3 mil habitantes, de acordo com o censo nacional de 2020.
Localizadas em Moss Beach estão a Fitzgerald Marine Reserve, um santuário marinho; o Aeroporto Half Moon Bay, a histórica Destilaria Moss Beach; e o Seal Cove Inn, uma propriedade de hospedagem de destino. Moss Beach possui um microclima costeiro frio que dá uma sensação de separação da área metropolitana da baía de São Francisco e garante que as temperaturas do verão sejam geralmente amenas.

## Geografia
De acordo com o Departamento do Censo dos Estados Unidos, a região tem uma área de 5,8 km², dos quais todos os 5,8 km² estão cobertos por terra.

### Localidades na vizinhança
O diagrama seguinte representa as localidades num raio de 16 km ao redor de Moss Beach.

## Demografia

### Censo 2020
Segundo o censo nacional de 2020, a sua população é de 3 214 habitantes e sua densidade populacional de 552,7 hab/km². Seu crescimento populacional na última década foi de 3,6%, abaixo do crescimento estadual de 6,1%.
Possui 1 155 residências que resulta em uma densidade de 198,6 residências/km² e um aumento de 0,1% em relação ao censo anterior. Deste total, 7,6% das unidades habitacionais estão desocupadas. A média de ocupação é de 3,0 pessoas por residência.
A renda familiar média é de 108 860 dólares e a taxa de emprego é de 63,7%.